# Kryvyj Rih
Kryvyj Rih (in ucraino Кривий Ріг?; in russo Кривой Рог?, Krivoj Rog) è una città dell'Ucraina nell'oblast' di Dnipropetrovs'k ed ospita l'amministrazione del distretto di Kryvyj Rih. Nel 2024 aveva una popolazione di 568 172 abitanti.
Fino al 18 luglio 2020 Kryvyj Rih era classificata come città di rilevanza regionale e costituiva un comune autonomo rispetto al distretto di Kryvyj Rih, anche se ne costituiva il centro amministrativo. Nell'ambito della riforma amministrativa dell'Ucraina, che ha ridotto a sette il numero dei distretti dell'oblast' di Dnipropetrovs'k, Kryvyj Rih è entrata a far parte del distretto di Kryvyj Rih.
Maggiore centro dell'industria del ferro dell'Europa orientale, è un importante polo metallurgico nella regione del Kryvbas. L'economia locale si fonda sull'industria mineraria, fiorente sin dagli ultimi decenni del XIX secolo. Per le sue risorse economiche e per la sua importanza strategica la città fu occupata e difesa tenacemente dalla Wehrmacht durante la seconda guerra mondiale. Venne liberata dall'Armata Rossa il 22 febbraio 1944.

## Storia

### Origini
La città fu fondata nel XVII secolo dai cosacchi di Zaporižžja, che le diedero il nome di Kryvyj Rih (in ucraino "corno uncinato"). Secondo la leggenda la città fu costituita da un cosacco "uncinato" (cioè ciclope in dialetto ucraino) di nome Rih, sebbene sia più probabile che la città esistesse già da prima, come testimoniano alcune tracce che riportano lo stesso nome, legato alla forma dei massi formati dalla fusione tra i fiumi Saksahan' e Inhulec'.
Durante la guerra civile russa la città e la sua conurbazione si trovavano nel nucleo dell'insurrezione anarchica di Nestor Ivanovič Machno.

### Slancio industriale
La crescita industriale della zona cominciò negli anni ottanta dell'Ottocento, quando alcuni investimenti europei favorirono la nascita di un sindacato minerario. La grande azienda siderurgia Kryvorižstal' continuò ad operare per tutta l'epoca sovietica ed è tuttora tra più importanti del mondo. Nell'Unione Sovietica, il complesso metallurgico di Krivoj Rog era costituito da nove altoforni, tra cui il n. 9, completato nel 1974, che all'epoca era il più grande del mondo. 
Viktor Juščenko, presidente dell'Ucraina dal 2005, accusò il suo predecessore Leonid Kučma di aver svenduto la Kryvorižstal' ad un sostenitore politico ad un prezzo molto inferiore al valore di mercato. Tale privatizzazione fu contrastata con successo in tribunale e nello stesso anno l'impianto fu riprivatizzato dopo un'offerta dell'indo-olandese Mittal Steel di più del quintuplo del valore di partenza.

### La Kryvyj Rih moderna
La città si estende per 130 km, costeggiando depositi di minerale. Posta in una steppa dai rilievi modesti, è circondata da campi di girasoli e grano. Spostandosi in direzione est dal centro cittadino si incontra un'area lungo un piccolo lago dove furono posti dei massi glaciali. Per questa ragione la zona non fu mai coltivata e contiene una delle poche regioni di vegetazione selvatica da steppa. A causa delle miniere abbandonate e dell'inquinamento prodotto dal processo di dispersione dei minerali vi è una crescente preoccupazione circa il degrado ambientale.
La città è fatta di strade ampie accompagnate da larghi marciapiedi e costeggiate da filari di tigli e castagni. Le linee tramviarie toccano le principali arterie cittadine. Molta gente vive in palazzine da 5 a 9 piani, dotate di ampi cortili interni, la cui ricchezza di alberi fornisce l'impressione di un enorme parco. Anche la zona più periferica, quella all'incrocio tra via Postale e via San Nicola mantiene questo aspetto.

## Economia

### Turismo
Fuori dalle rotte turistiche tradizionali, Kryvyj Rih è accessibile da Kiev con un treno dotato di vagone notte oppure facendo tappa a Dnipro con l'aereo e poi viaggiando in auto per tre ore. L'aeroporto di Kryvyj Rih, noto anche come Lozuvatka, è meta soltanto di voli charter e privati. La metropolitana cittadina comprende 11 stazioni.

## Sport
Kryvyj Rih è sede del Kryvbas, squadra di calcio.

## Amministrazione

### Gemellaggi
- Nižnij Tagil
- Handan